# Cœur de bœuf (tomate)
Pour les articles homonymes, voir cœur de bœuf.

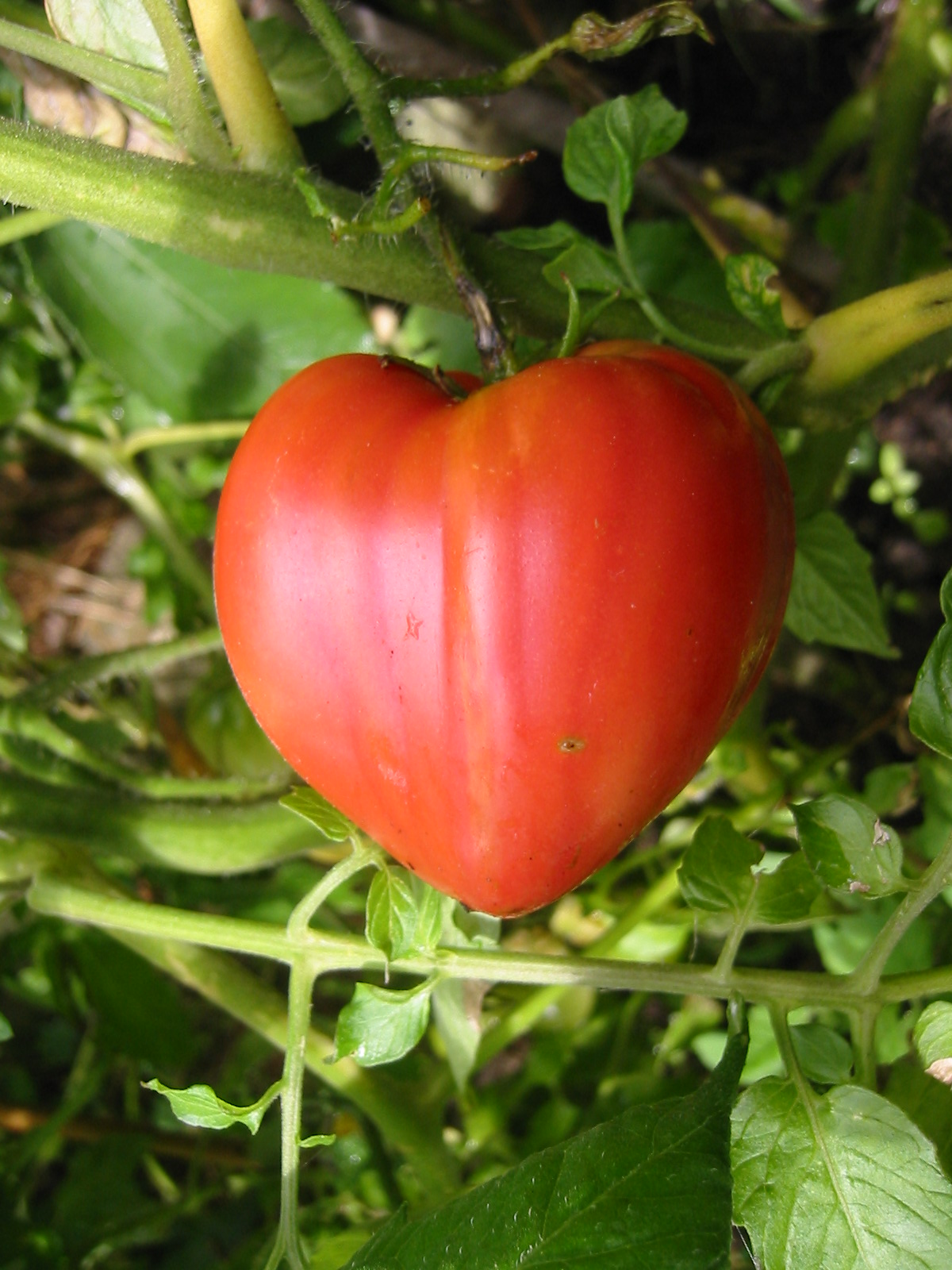
Vraie « cœur de bœuf ».

La Cœur de bœuf (de l'italien Cuor di bue, de même sens) est un cultivar de tomate en forme de cœur avec la pointe en bas et très légèrement côtelé, fragile mais réputé pour son goût. Inscrit au catalogue officiel des espèces et variétés végétales de l'Union européenne après avoir passé les épreuves de distinction-homogénéité-stabilité (DHS), ce cultivar est le seul qui puisse légalement être dénommé Cœur de bœuf dans l'Union européenne.

## Historique
Dès 1869, le catalogue de semences américain de Washburn and Company répertoriait la tomate « Maupay’s Superior », présente une variété, aujourd’hui considérée comme éteinte, à chair « ferme presque comme un cœur de bœuf ». La variété cœur de bœuf serait originaire de Russie et aurait été apportée en Amérique en 1901 avant de se diffuser également en Europe, notamment en France où elle est beaucoup cultivée. La tomate cœur de bœuf est cultivée dès les années 1950, puis apparaît dans les catalogues de certains semenciers européens dans les années 1980. Jean-Luc Danneyrolles, du réseau Semences paysannes, témoigne que son grand-père cultivait cette variété à Lyon dans les années 1950 et avoir retrouvé des graines de cette ancienne variété en Italie, dans le catalogue de semenciers de Milan en 1980 d'une part, et d'autre part chez des jardiniers français qui avaient conservé la semence de cette variété.
Cette tomate ancienne fait son retour en France dans les années 2000 avec la filière bio, Vincent Lestani, directeur d'un groupement de producteur bio du Sud-Ouest, expliquant au journal Ouest-France qu'il a « commencé à en expédier quelques kilos à Paris dans les années 2000 ».
D'après Danneyrolles, qui a publié son article en 2007, la variété « est aujourd'hui inscrite au catalogue officiel français des semences dans la courte liste annexe des  « variétés exclusivement réservées aux amateurs » (sic)  sous l’appellation « cuor de bue » origine Italie et ce depuis quelques années ».

## Autres variétés en forme de cœur
Il existe de nombreuses autres variétés ayant de dénominations proches et ayant plus ou moins une forme de cœur. On peut citer les variétés  Cœur, Cœur de bœuf blanc, Cœur de pigeon, cœur doux, de Ligurie, de Nice, hongroise, japonaise, russe, jaune, orange, velours, reif red, slankard...
Ces variétés ne peuvent être légalement vendues sous la dénomination Cœur de bœuf. Comme le précise la réglementation la commercialisation des tomates en forme de cœur est possible dans le segment « Les cœurs » qui peut représenter aussi bien des variétés hybrides que la variété « cuor di bue ». La seule vraie cœur de bœuf étant la variété Cuor di bue, s’il s’agit effectivement d’une tomate Cuor di bue, la mention facultative de la variété, en l’occurrence « Cœur de bœuf », est possible dans le pavé de normalisation.

## «Fausses» cœur de bœuf

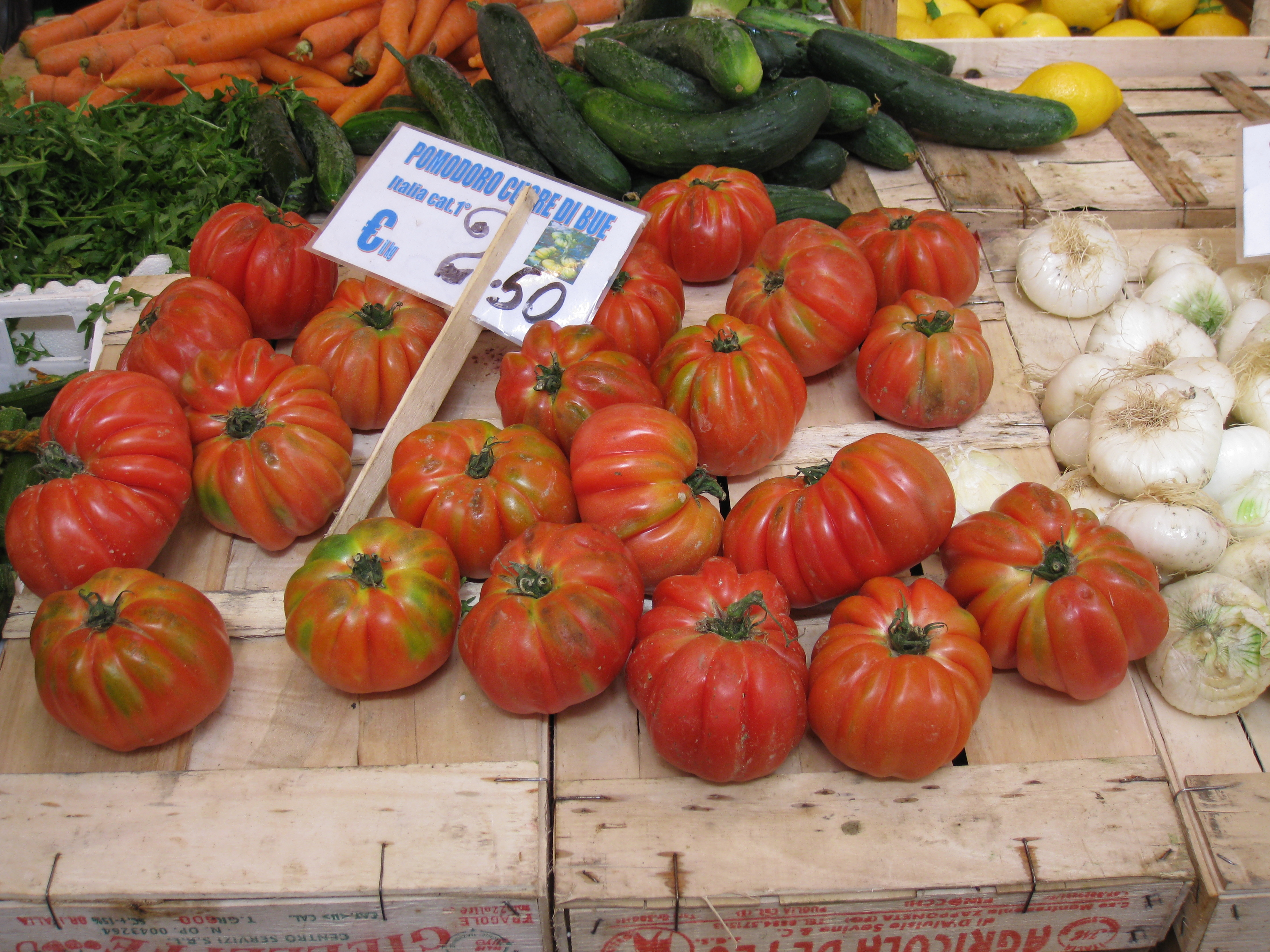
Tomates commercialisées légalement sous l'appellation «cœur de bœuf» sur un étal en Italie.

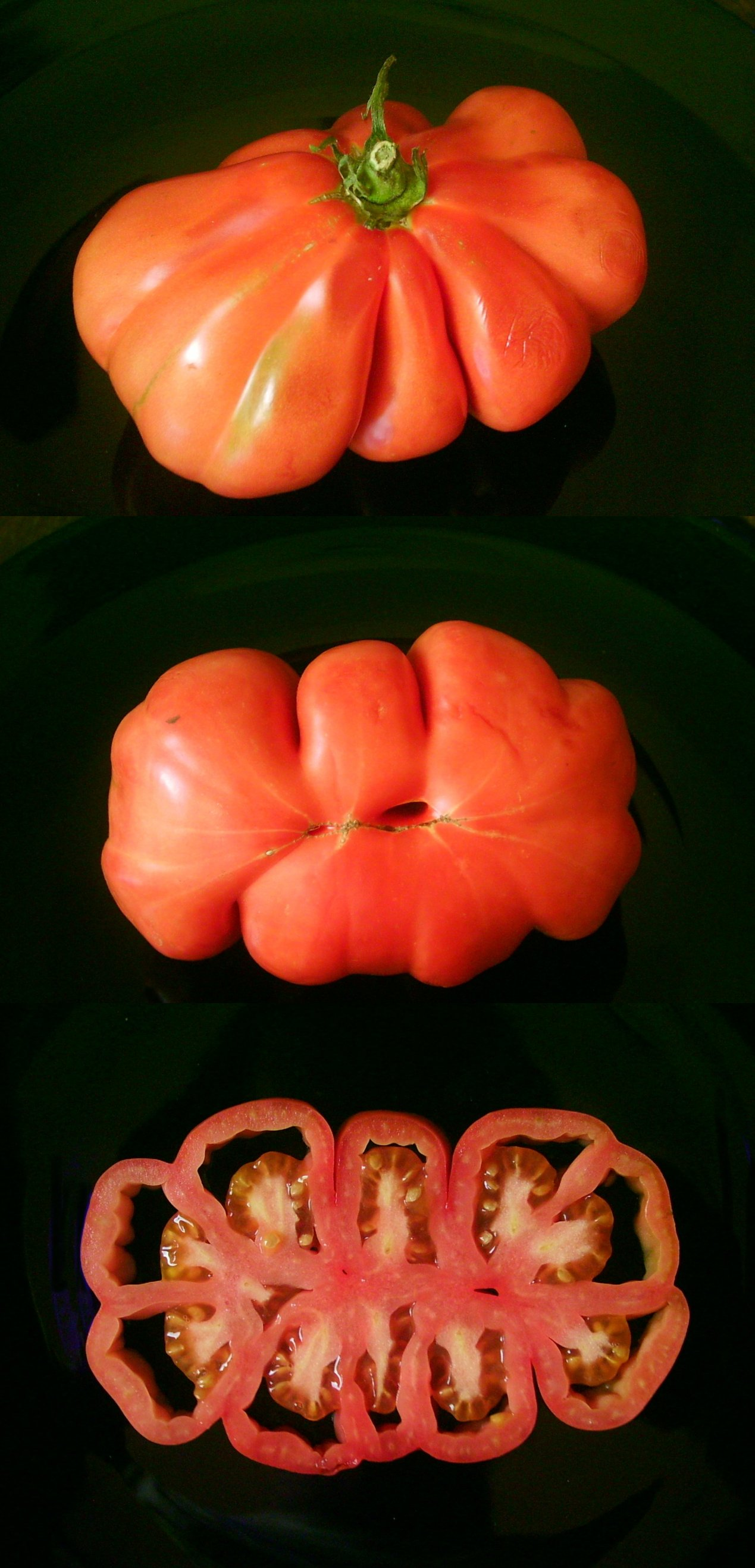
« Fausse » tomate cœur de bœuf, vue en coupe

Depuis les années 2010, des filières du secteur agroalimentaire utilisent commercialement l'appellation « cœur de bœuf » pour des cultivars de tomate en forme d'aumônière n'ayant pas de rapport avec la variété originelle, ceux-ci produisant à gros rendement des tomates à peau épaisse adaptée aux circuits commerciaux longs. Cette situation a poussé plusieurs organismes à les dénoncer comme étant des tromperies pour le consommateur. En France, la Bretagne et les Pays de la Loire sont les régions qui en cultivent le plus. 
Depuis les années 2010, il est fréquent de trouver dans les grandes surfaces françaises des tomates côtelées vendues sous l’appellation de « cœur de bœuf ». Ces variétés hybrides sont issues de croisements récents. D'après le magazine français Challenges, leur commercialisation résulte d'une volonté d'exploiter l’intérêt des consommateurs pour les légumes anciens, en jouant sur une apparence atypique. 
En juillet 2015, l'Association nationale de défense des consommateurs et usagers publie en France une enquête dénonçant l'appellation « cœur de bœuf » attribuée à ces tomates côtelées présentes en grande surface, qui ne possèdent ni les qualités, ni la forme propres à la variété, avec notamment une chair farineuse, un goût fade et une peau épaisse,. Le Groupement national interprofessionnel des semences et des plans (GNIS) français répertorie un grand nombre de nouvelles variétés hybrides commercialisées sous cette appellation, une situation rendue possible par l'absence de législation : le nom « cœur de bœuf » n'est pas déposé en France. Les producteurs de la variété ont dénoncé cette situation, qu'ils assimilent à « une concurrence grossière et une tromperie pour le consommateur ». De plus, les nouvelles variétés hybrides sont souvent vendues à un prix élevé qui n'est pas justifié, soit 30 % plus cher en moyenne que les autres tomates industrielles. Les appellations entretiennent la confusion, avec des étiquetages comme « tomate de type cœur de bœuf » ou « tomate groupe cœur de bœuf ».

### Variété d'Albenga

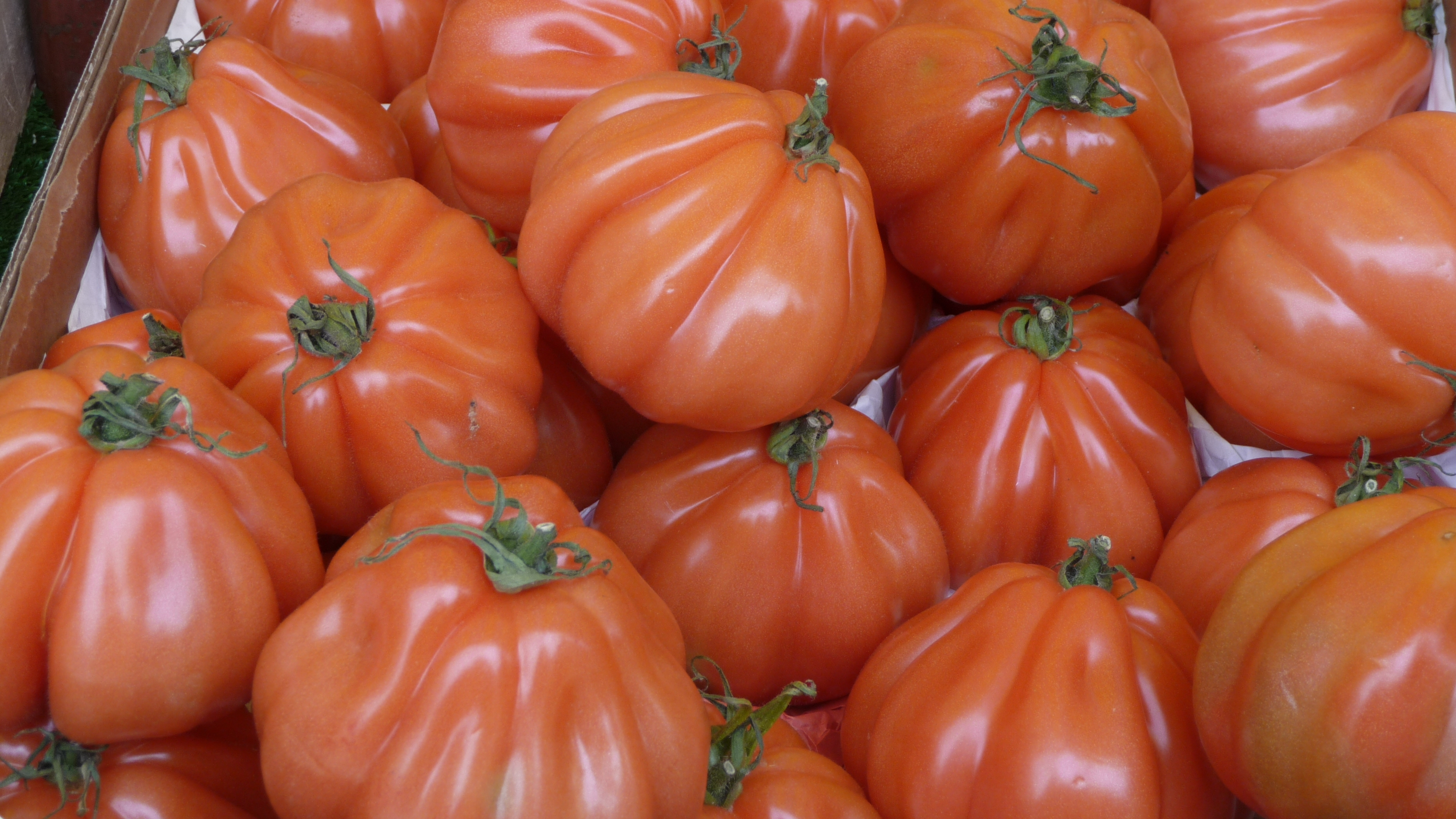
Fausse cœur de bœuf, de marque « D'Albenga » (marque déposée, propriété de L'es) commercialisées légalement sous l'appellation «cœur de bœuf» au marché d'Épône (France).

Le périodique Le Figaro cite parmi ces tomates « commercialisées à tort sous le nom de Cœur de bœuf » la variété d'Albenga, qui « a des épaules étroites côté calice et une base large côté cicatrice pistillaire, et qui de surcroît est un peu fasciée ».

## Réglementations pour la dénomination
D'après Nathalie Guellier comme d'après Lilian Pouyaud, la vraie tomate Cœur de bœuf est la Cuor di bue, d'origine italienne,, cependant d'après Valérie Lejeune et d'après la fondation suisse pour la diversité patrimoniale et génétique liée aux végétaux et aux animaux il ne s'agit pas d'un seul cultivar mais d'un groupe de cultivar et plusieurs variétés entrent dans la catégorie cœur de bœuf. Danneyrolles de semences paysannes, considère également que plusieurs variétés sont des cœurs de bœuf, notamment le cultivar téton de Venus.

## Utilisations
Il existe de nombreuses recettes de cuisine faisant appel à cette variété, en particulier pour des salades estivales de la cuisine italienne ou provençale, pour lesquelles la cœur de bœuf est réputée. Certains ouvrages précisent qu'il faut utiliser « la vraie en forme de cœur » et éviter les variétés industrielles en forme d’aumônière.